# Ziff Davis
Ziff Davis Inc. (ZD) es una editorial y compañía de Internet estadounidense que se fundó en Chicago en 1927 por William B. Ziff y Bernard G. Davis. Originalmente orientada a todo tipo de medios de entrenamiento —revistas dedicadas a hobbies y comic books—, se ha especializado en informática e Internet. En los años 1980 y 1990, fue uno de los principales grupos de medios de comunicación en el sector de las tecnologías de la información e informática con sus revistas —tales como C Magazine, EGM y Games for Windows, entre otras— y sitios web de alta tecnología —tales como PCMag.com, ExtremeTech y 1UP, entre otros.
En el ámbito literario, a principios de 1938 adquirió las revistas Radio News y Amazing Stories, ambas fundadas por Hugo Gernsback, quien las vendió tras la bancarrota de Experimenter Publishing en 1929. Ambas revistas habían cesado su publicación tras la quiebra, pero Ziff-Davis las rejuveneció a partir del número de abril de 1938. 
Radio News se publicó hasta 1972 y su revista hermana Popular Electronics, que se lanzó en 1955, se editó hasta 1985. Amazing Stories fue una de las revistas líderes del género de la ciencia ficción y Ziff Davis pronto anexó un nuevo compañero que tituló Fantastic Adventures (FA), que en 1954 se fusionó con Fantastic —que se fundó en 1952— tras su éxito inicial. 
ZD publicó una serie de otras revistas pulp y posteriormente, otras de ficción en formato digest durante las décadas de 1940 y 1950, y continuó editando Amazing y Fantastic hasta 1965.